# Mosjön (Helgums socken, Ångermanland)
Mosjön är en sjö i Sollefteå kommun i Ångermanland och ingår i Ångermanälvens huvudavrinningsområde. Sjön har en area på 0,718 kvadratkilometer och ligger 112,1 meter över havet. Sjön avvattnas av vattendraget Gröningsån.

## Delavrinningsområde
Mosjön ingår i det delavrinningsområde (701630-155075) som SMHI kallar för Mynnar i Faxälvens vattendragsyta. Medelhöjden är 148 meter över havet och ytan är 3,6 kvadratkilometer. Räknas de 10 avrinningsområdena uppströms in blir den ackumulerade arean 136,09 kvadratkilometer. Gröningsån som avvattnar avrinningsområdet har biflödesordning 3, vilket innebär att vattnet flödar genom totalt 3 vattendrag innan det når havet efter 78 kilometer. Avrinningsområdet består mestadels av skog (50 procent) och öppen mark (20 procent). Avrinningsområdet har 0,71 kvadratkilometer vattenytor vilket ger det en sjöprocent på 19,8 procent.